# The Committee (Band)
The Committee ist eine multinationale Black-Doom-Band, die 2007 gegründet wurde. Der Kern der Gruppe befindet sich in Belgien.

## Geschichte
Die Band wurde im Winter 2007 als Ein-Mann-Projekt von Igor Mortis gegründet. Nach längerer Inaktivität stieß der Schlagzeuger William Auruman hinzu, der die Besetzung auf insgesamt sechs Mitglieder ausweitete. Anfang 2013 erschien unter dem Namen Holodomor eine erste EP, ehe 2014 das Debütalbum Power Through Unity über Folter Records folgte. Bei demselben Label schloss sich 2017 unter dem Namen Memorandum Occultus das zweite Album an. Für 2018 ist die Band auf dem Party.San bestätigt.

## Stil
Björn Thorsten Jaschinski vom Rock Hard schrieb in seiner Rezension zu Holodomor, dass die EP von der Unterdrückung Russlands und slawischer Völker handelt und ordnete die Gruppe dem Death Doom zu. Ein Jahr später schrieb Felix Patzig in seiner Rezension zu Power Through Unity, dass die Gruppe sich hierauf inhaltlich mit der Sowjetunion befasst. Die Gitarren-Arrangements seien schwer und dennoch schemenhaft und würden zwischen „kreischendem Black und stampfendem Doom“ schwanken. Mandy Malon, ebenfalls beim Rock Hard tätig, empfand den Klang von Memorandum Occultus als düster und schwer. Der Gesang variiere zwischen Black-Metal-Schreien und tiefen Growls. Die Geschwindigkeit sei ebenfalls variabel. Bei der Musik handele es sich um atmosphärischen Black Metal, in den auch Doom Metal eingearbeitet werde. In den Songs verarbeite die Gruppe auch „[g]regorianische Chöre, verheißungsvolles Flüstern und unverzerrte Gitarrenparts“. Rüdiger Stehle von Powermetal.de rezensierte das Album ebenfalls und ordnete es dem Black Doom zu. Das Album bestehe aus „einer dunklen, klagenden Grundstimmung, doomiger Schwere und zumeist getragenem Tempo des Beats, vor welchem flirrende schwarzmetallische Riffs und Leads ihre hintergründigen Elegien singen“. Das Album klinge marschierend und unbarmherzig und prangere an, „wie die Mächtigen die Menschen mit den Mitteln der realen, mentalen, spirituellen, informationellen Kriegführung manipulieren, instrumentalisieren, missbrauchen, um sie zu knechten und gegen einander auszuspielen“. In den Songs verarbeite die Gruppe flächige, atmosphärische Synthesizer-Klänge und „folkige Akustikgitarren“, während der Gesang knurrend und anklagend sei. Im Rock-Hard-Interview mit Felix Patzig gab Igor Mortis an, dass es der Band besonders wichtig war, eine gewisse Atmosphäre im Hörer zu erzeugen, sodass sie sich entschieden hätten, eine Mischung aus Black- und Doom-Metal zu spielen. Zudem versuche man „ein besseres Bild des Horrors, des Leids und der grimmigen Realität historischer Ereignisse“ zu übermitteln. In einem weiteren Interview des Magazins durch Andreas Schiffmann gab Mortis an, dass Memorandum Occultus von totalitären Regimes und martialischer Ästhetik aus der Sicht der Gewaltherrscher handelt.

## Diskografie
- 2013: Holodomor (EP, Eigenveröffentlichung)
- 2014: Power Through Unity (Album, Folter Records)
- 2017: Memorandum Occultus (Album, Folter Records)
- 2020: Utopian Deception (Album, Folter Records)